# Incilius chompipe
Incilius chompipe és una espècie d'amfibi que viu a Costa Rica. Específicament, es troba a la muntanya de Cerro Chompipe, prop de Cascajal, i a la reserva Dantas, a la serralada central de Costa Rica. L'espècie es distribueix en àrees entre els 1.400 i els 2.050 metres d'altitud. Els exemplars mascles mesuren entre els 22.5 mm i els 27.3 mm d'allargada i els femella fins als 33.5 mm. Segons un estudi de Vaughan i Calvo del 2003, l'espècie produeix secrecions a la pell que en cas de contacte amb l'ull humà, pot produir-li irritacions severes.